# Saab Bofors Dynamics CBJ-MS
Saab Bofors Dynamics CBJ-MS là loại súng tiểu liên sử dụng loại đạn 6.5×25mm CBJ-MS do công ty Saab Bofors Dynamics chế tạo cho Thụy Điển.

## Thiết kế
CBJ-MS rất nhỏ gọn nó chỉ dài 363 mm với báng gấp và 565 mm với báng mở. Nó có phương thức hoạt động khá giống với khẩu Uzi với một khác biệt chính về hình dáng là nó có thêm một tay cầm phía trước vòng bảo vệ cò súng có thể dùng để gắn cất băng đạn dự trữ. CBJ-MS sử dụng phương thức hoạt động là nạp đạn blowback. Việc lựa chọn chế độ bắn thông qua việc bóp cò, nếu bóp nhẹ nó sẽ bắn chế độ bán tự động còn nếu bóp mạnh nó sẽ bắn ở chế độ tự động.
CBJ-MS sử dụng hộp đạn rời 20 hay 30 viên gắn phía trong tay cầm cò súng, tuy nhiên có thêm một loại hộp đạn tròn 100 viên. Loại súng này sử dụng loại đạn 6.5×25mm CBJ-MS nhưng nó cũng có thể bắn loại đạn 9×19mm Luger/Parabellum với việc chỉ việc thay nòng súng.
CBJ-MS có một thanh răng phía trên thân súng để có thể gắn các vật dụng hỗ trợ chiến đấu như ống nhắm.